# Rokstarr
Rokstarr è il secondo album del cantante R&B britannico Taio Cruz, pubblicato il 12 ottobre 2009 dall'etichetta discografica Island. L'album è stato diffuso anche negli Stati Uniti dalla Mercury.
L'album è stato anticipato dal singolo Take Me Back, collaborazione con Tinchy Stryder. Successivamente sono stati pubblicati, per promuovere il disco, anche Break Your Heart, di successo in parecchi paesi, No Other One e Dirty Picture, collaborazione con Kesha.

## Tracce
1. Break Your Heart – 3:23
2. Dirty Picture (feat. Ke$ha) – 3:40
3. No Other One – 3:37
4. Forever Love – 4:12
5. Take Me Back (feat. Tinchy Stryder) – 3:34
6. Best Girl – 4:09
7. I'll Never Love Again – 3:49
8. Only You – 3:42
9. Falling in Love – 3:31
10. Keep Going – 3:28
11. Feel Again – 3:40
12. The 11th Hour – 3:36

Durata totale: 44:21

## Classifiche
| Classifiche (2009/2010) | Posizione massima |
| ----------------------- | ----------------- |
| Australia               | 14                |
| Canada                  | 3                 |
| Francia                 | 20                |
| Germania                | 31                |
| Grecia                  | 45                |
| Irlanda                 | 24                |
| Messico                 | 77                |
| Paesi Bassi             | 95                |
| Regno Unito             | 14                |
| Stati Uniti             | 8                 |
| Svizzera                | 39                |